# دریاچه بوغداشنی
دریاچه بوغداشنی (گرجی: ბუღდაშენის ტბა) یک دریاچه آتشفشانی در شهرداری نینوتسمیندا در منطقه سامتسخه-جاواختی گرجستان است. این دریاچه واقع در فلات جاواختی، در ارتفاع ۲۰۴۰ متری از سطح دریا است. مساحت سطح ۰.۳۹ کیلومتر مربع و حوضه آبریز ۶۹.۳ کیلومتر مربع است. ژرفای میانگین ۰.۴۲ متر و بیشینه ژرفای ۰.۸۵ متر است. آب این دریاچه از برف، بارندگی و آب‌های زیرزمینی فراهم می‌شود. سطح آب آن در بهار بالا و در پاییز پایین است. بخش اعظم بخش جنوبی این منطقه از تالاب‌ها تشکیل شده است. رودخانه بوغداشنی (شاخه سمت چپ پاراوانی) از دریاچه خارج می‌شود. این دریاچه سرشار از ماهی، از جمله قزل‌آلا است. منطقه پیرامون دریاچه در بخشی از سال میزبان بسیاری از گونه‌های پرندگان مهاجر است و ساحل عمدتاً بکر و دست نخورده است. دریاچه بوغداشنی بخشی از ذخیره‌گاه حفاظت‌شده بوگداشنی است. از سال ۲۰۲۰ به عنوان سایت رامسر تعیین شده است.